# 多齊根

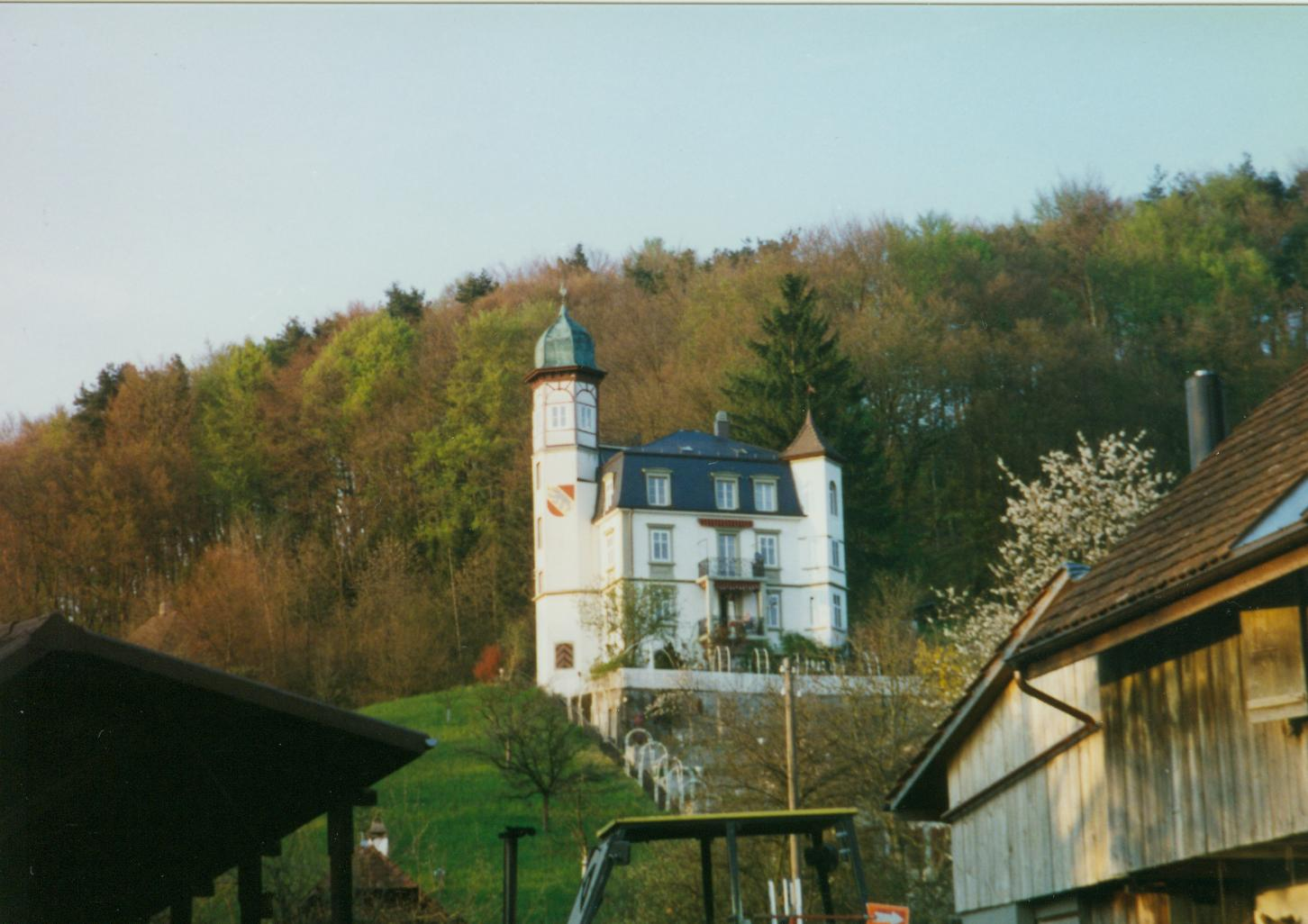

多齊根是瑞士的城鎮，位於該國中部，由伯恩州負責管轄，面積4.22平方公里，海拔高度435米，2011年人口1,375，七成半人口信奉基督教，人口密度每平方公里326人。

## 外部連結
- Vereinigung für Heimatpflege Büren （页面存档备份，存于） Distributor of numerous publications about Dotzigen and the Büren district （德文）